# ۳٬۳'،۵٬۵'-تترامتیل‌بنزیدین
۳،۳'،۵،۵'-تترامتیل‌بنزیدین (به انگلیسی: 3,3',5,5'-Tetramethylbenzidine) با فرمول شیمیایی C۱۶H۲۰N۲ یک ترکیب شیمیایی است. که جرم مولی آن ۲۴۰٫۳۴۸۲ g/mol می‌باشد. 